# Distretto di Lənkəran
Il distretto di Lənkəran (in azero: Lənkəran rayon) è un distretto dell'Azerbaigian. Il suo capoluogo è Lənkəran.

## Comuni
- Separadi
- Liman
- Narimanabad
- Garmatuk
- Ashagi Nuvadi
- Hirkan
- Haftoni
- Isti Su
- Balighcilar